# 3-(2-吡啶氧基)苯酚
3-(2-吡啶氧基)苯酚是一种有机化合物，化学式为C11H9NO2。它可由2-溴吡啶和间苯二酚在碳酸钾存在下反应得到，或由2-(3-甲氧基苯氧基)吡啶和三溴化硼反应制得。它和二甲氨基甲酰氯反应，可以得到二甲氨基甲酸-3-(2-吡啶氧基)苯酯。